# Nilssonia (animal)
 Nilssonia és un gènere de  tortugues de closca tova de la família Trionychidae i de la subfamília Trionychinae, amb hàbitats que s'estenen per Pakistan, l'Índia, Bangladesh i Myanmar.

## Taxonomia
- Nilssonia formosa (Gray, 1869), Espècie tipus.
- Nilssonia gangeticus (Cuvier, 1825)
- Nilssonia hurum (Gray, 1831)
- Nilssonia leithii (Gray, 1872)
- Nilssonia nigricans (Anderson, 1875)

## Sistemàtica
Fins fa poc, aquest gènere estava format per una única espècie, la tortuga de closca tova de Myanmar (Nilssonia formosa), però recentment, i basant-se en anàlisis genètiques, Engström et al. (2004) proposen sinonimitzar els gèneres Aspideretes i Nilssonia, tenint prioritat aquest últim, de manera que ara s'inclouen a Nilssonia les quatre espècies que abans formaven el primer (Aspideretes gangeticus, A. Hurum,  A. leithii i  A. nigricans).